# 吕盖尼亚克
吕盖尼亚克（法語：Lugaignac，法語發音：[lyɡɛɲak]）是法国吉伦特省的一个市镇，位于该省东部，属于利布尔讷区。

## 地理
吕盖尼亚克（44°48'54"N, 0°11'38"W）面积3.66 平方千米，位于法国新阿基坦大区吉倫特省，该省份为法国西南部沿海省份，是法國本土面积最大的省，北起滨海夏朗德省，西临大西洋，南至朗德省，东南接洛特-加龍省，东临多爾多涅省。
与吕盖尼亚克接壤的市镇（或旧市镇、城区）包括：吉亚克、布拉讷、格雷济亚克、诺让和波斯蒂亚克、圣欧班德布拉讷。

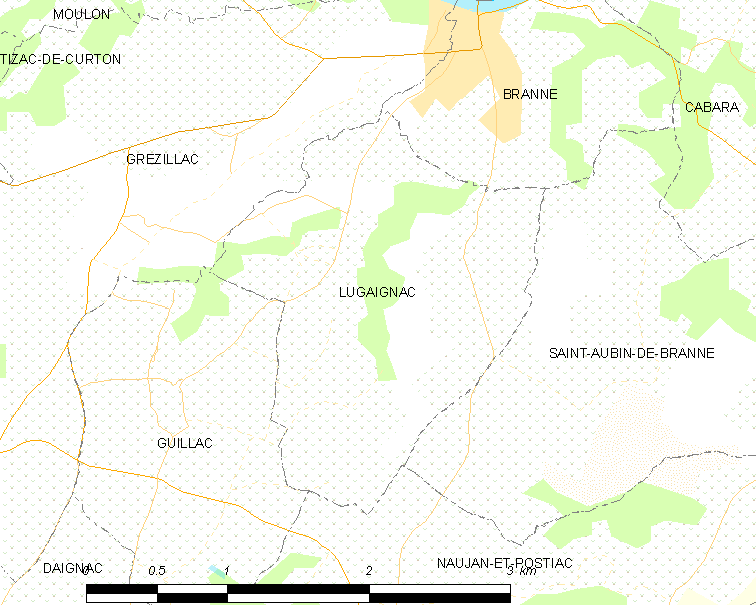
吕盖尼亚克的OSM定位图

吕盖尼亚克的时区为UTC+01:00、UTC+02:00（夏令时）。

## 行政
吕盖尼亚克的邮政编码为33420，INSEE市镇编码为33257。

## 政治
吕盖尼亚克所属的省级选区为多尔多涅山丘县。

## 人口

1962-2008年间吕盖尼亚克人口变化图示

吕盖尼亚克于2022年1月1日时的人口数量为433人。